# Johannes Hegar

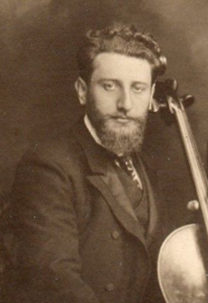
Johannes Hegar (ca. 1910)

Johannes Hegar (* 30. Juni 1874 in Zürich; † 25. April 1929 in München) war ein Schweizer Cellist.

## Leben
Johannes Sebastian Hegar entstammte einem musischen Elternhaus. Sein Vater war der Schweizer Komponist Friedrich Hegar, eine der führenden Persönlichkeiten des Schweizer Musiklebens. Seine Mutter war die Altistin Albertine Hegar, geborene Volkart. Johannes Hegar hatte zwei Geschwister, Frieda und Friedrich Albert. Johannes Brahms war ein Freund der Familie und wurde Johannes Hegars Pate.
Hegar studierte ab Herbst 1894 drei Jahre bei Hugo Becker am Hoch’schen Conservatorium in Frankfurt am Main. Im Jahr 1899 wurde Hegar dort selbst Lehrer bis 1913 und wirkte auch ab 1905 im „Frankfurter Klaviertrio“ Adolf Rebner und Carl Friedberg  und im Frankfurter „Museums-Quartett“ (Hugo Heermann und Adolf Rebner) mit, ab 1911 dann im Rebner-Quartett. 1913 ging er nach München als Lehrer für Cello und Kammermusik an die Akademie für Tonkunst und spielte mit Felix Berber und Hermann Zilcher in der Münchner Trio-Vereinigung. Die Ernennung zum Professor erfolgte 1918.
Hegar trat ab 1919 im Wechsel mit Pablo Casals, Emanuel Feuermann, Ludwig Hoelscher und Enrico Mainardi regelmäßig in Konzerten des Wiener Concertverein-Orchesters auf. Außerdem spielte er in mehreren bekannten Kammermusikgruppen. Ab 1924 war er Professor an der „Hochschule für Musik und Theater München“ und zu jener Zeit auch Mitglied im Berber-Quartett seines Geiger-Kollegen Felix Berber.
Er starb am 25. April 1929 in München im Alter von 54 Jahren an den Folgen eines Schlaganfalles.
Sein Onkel väterlicherseits war der Cellist Emil Hegar, sein Cousin der Opernsänger Peter Hegar.